# Dominique Tille
Dominique Tille, né à Lausanne le 7 octobre 1980, est un chanteur, comédien, metteur en scène et chef de chœur vaudois.

## Biographie
Dominique Tille est né dans une famille de musiciens. Son père dirige une chorale populaire et sa mère est active dans le folklore vaudois. Il fait ses débuts de choriste au Chœur des Gymnases lausannois puis entre au Conservatoire de Lausanne pour y suivre une formation de maître de musique. Il se découvre une passion pour la direction de chœur et entre au Conservatoire de musique de Genève dans la classe de Michel Corboz puis de Michel Marc Gervais. Il se perfectionne ensuite à Berlin (2006), à l'Université des arts de Berlin, dans la classe de Kai-Uwe Jirka. Cette formation est suivie en 2009 d'un voyage au Bénin, occasion d'une découverte de la richesse musicale africaine. Qualifié de "touche à tout", sa polyvalence artistique l'amène à l'obtention d'un certificat en comédie musicale au Conservatoire de Lausanne. Le Prix de l’éveil lui est décerné en 2016 par la Fondation vaudoise pour la culture. La même année, il s’installe à New York avec son mari où il prend entre autres des cours de théâtre et de danse (classique et claquettes). En 2019, il crée avec un collectif de professionnels passionnés le "Printemps Sondheim", un ensemble de manifestations qui comprend notamment les représentations de "Sweeney Todd" de Stephen Sondheim, en versions française et anglaise. Son travail avec eux se poursuit avec une version bilingue de "Into The Woods" en 2021. Parallèlement, il commence à mettre en scène des comédies musicales et poursuit ses activités de comédien et chanteur dans divers spectacles.

## Chef de chœurs
En 2002, Dominique Tille fonde le Chœur des jeunes de Lausanne (désormais Voix de Lausanne) avec Nicolas Reymond. Il codirige également le chœur Ardito pendant 2 ans, avec lequel il monte les grandes œuvres du répertoire vocal, de Bach à Poulenc. En 2007, il fonde l'ensemble vocal féminin Callirhoé, puis un ensemble professionnel, l'Académie vocale de Suisse romande en 2011 avec le chef de chœur Renaud Bouvier. Dans un autre registre, Dominique Tille dirige le chœur de gospel de Lutry. En 2006, il est nommé à la tête du Chœur de la Cité de Lausanne qu'il dirige jusqu'en 2015.
Avec le Chœur de la Cité de Lausanne, des choristes ad hoc et l'ensemble vocal féminin Callirhoé (en tant que chœur "soliste"), il dirige le "Mur du Son", grande manifestation organisée en septembre 2012 dans les jardins du Palais de Beaulieu à l'occasion des 250 ans du journal 24 Heures. Les 250 chanteurs sont accompagnés du Sinfonietta de Lausanne et applaudis par 36'000 spectateurs. 
En 2014, Dominique Tille fonde l'ensemble The Postiche qu'il dirige dans un premier temps avant d'en transmettre la direction musicale à la lausannoise Joséphine Maillefer au moment de son départ à New York. Il poursuit cependant ses activités de chef de chœur en Suisse. Ainsi, en 2018, il dirige le chœur de nombreux spectacles scéniques comme la "4e Fête du blé et du pain" à Échallens, Le temps a pris le bus de nuit ou La Lutte finale. 

## Discographie
- 2011 Liszt - Sonate pour orgue, Missa choralis - Académie vocale de Suisse romande (Lauréat d'un Orphée d'or)
- 2012 Onde nouvelles - Callirhoé
- 2016 Chants du petit ciel - Trio vocal Nørn et ensemble vocal féminin Callirhoé
- 2017 Blue Flower Songs

## Distinction
- 2016 Prix de l'Éveil[3]. de la Fondation vaudoise pour la culture

## Sources
- « Dominique Tille », sur la base de données des personnalités vaudoises sur la plateforme « Patrinum » de la Bibliothèque cantonale et universitaire de Lausanne.
- Kuenzy, Adrien, "Quand le chœur devient un personnage", 24 Heures, 2019/12/12
- Muller, Sylvain, "Le chef de chœur trop curieux pour se contenter d’une seule case", 24 Heures, 2019/03/21
- Besencon, Jean-Blaise, "Un fabuleux spectacle à la Fête du Blé et du Pain", L'Illustré, 2018/08/23
- Carceles, Isabelle, "Portrait de Dominique Tille", RTS-Espace2, 2016/04/05 (audio)
- "Dernier week-end de répétitions pour le Mur du Son", 24 Heures, 2012/09/15
- Giroud, Fanny, "Dominique Tille, jeune directeur au grand chœur", 24 Heures, 2012/09/01, p. 12
- Le Motet de Genève, 2012/06/28
- Chenal, Matthieu, "Le Chœur des Jeunes s'apprête à muer", 24 Heures, 2012/04/15, p. 36
- Meyer, Thierry, "Chanteuses, chanteurs, soyez les voix du Mur du Son", 24 Heures, 2012/02/04, p. 3
- "Dominique Tille, le touche-à-tout", 24 Heures, 2012/02/04, p. 3
- Chenal, Matthieu, "Chorale Attitude à Mézières", 24 Heures, 2010/06/07, p. 38
- Jaquiery, "Un merveilleux mystère choral à la cathédrale", 24 Heures, 2009/07/08, p. 21
- Chenal, Matthieu, "Concerts en noir et blanc", 24 Heures, 2009/04/18, p. 34
- Halter, Bernard, "Une idée de paix", 2007/12/15, p. 41.
- Chenal, Matthieu, "Le printemps nordique de Dominique Tille", 24 Heures, 2007/02/02, p. 10